# William Rowan Hamilton
Sir William Rowan Hamilton (Dublin, 1805. augusztus 4. – Dublin, 1865. szeptember 2.) ír matematikus, fizikus, csillagász.

## Jelentősége
Eredményei legfőképp az optika, dinamika és algebra területén jelentősek. Ő találta fel a kvaterniókat. Munkássága a későbbiek folyamán nagy szerepet játszott a kvantummechanika terén.

## Pályakezdése
Hamiltont csodagyereknek tartották, zsenialitása először a nyelvtanulás terén nyilvánult meg. Hétévesen már jelentékeny tudással rendelkezett héberből, és valamivel 13 éves kora előtt, nyelvész nagybátyja felügyelete mellett már majdnem annyi nyelvet sajátított el, ahány éves volt. Ezen nyelvek között a klasszikus és modern európai nyelvek mellett olyanok is szerepeltek mint a perzsa, arab, szanszkrit és maláj.
Zsenialitását mutatja az is, hogy később hamarabb nevezték ki professzornak (csillagász), mint hogy diplomát szerzett volna.

## Matematikai tanulmányai
A fordulópontot Hamilton életében az amerikai Zerah Colburnnel való találkozás jelentette, aki elképesztő fejszámoló mutatványokra volt képes. A 12 éves William figyelmét rendkívüli módon felkeltette ez a tudás, és többször ki is állt ellene. Ezen vereségek hatására kezdett komolyabb matematikai tanulmányokba.
13 évesen Clairaut Algebra című művével kezdte, majd valamivel később Newton és Laplace munkásságának tanulmányozásával folytatta. 1822-ben pedig Laplace egy művében egy hibát is talált, melynek hatására felfigyelt rá John Brinkley, aki Írország királyi csillagásza volt abban az időben.
18 évesen felvételt nyert a dublini Trinity College-be (matematika mellett latin és görög nyelveket tanult párhuzamosan), ahol fejlődésnek indult, és 1824-ben első publikációját is elküldte a Royal Irish Academynek.
1826-ban mindkét tárgyból (nyelvek és matematika) kiérdemelte az úgynevezett optime-ot, amire azelőtt nem volt példa. Utolsó évesként ismét küldött egy publikációt a Royal Irish Academynek, melyben egyebek mellett bevezette az optika karakterisztikus függvényét. 1827-ben kinevezték a Trinity College csillagászprofesszorának, mellyel egyebek mellett az Írország királyi csillagásza cím is járt.

## További tudományos tevékenysége
1832-ben már házas emberként publikálta a harmadik kiegészítést Theory of Systems of Rays című munkájához. A munka vége felé alkalmazta a karakterisztikus függvényt Fresnel hullámfelületének tanulmányozásához. Ezekből előrejelzett kúp alakú fénytörés kísérleti igazolására Humphrey Lloydot a Trinity College fizika professzorát kérte fel, aki ezt meg is tette. Az előrejelzés pedig nagy hírnevet szerzett Hamiltonnak.
1835-ben publikálta Algebra, mint a tiszta idő tudománya (Algebra as the Science of Pure Time) című művét, melyet Kant tanulmányozása ihletett, és melyet a British Association for the Advancement of Science találkozóján adott elő. Ugyanebben az évben Hamiltont lovaggá ütötték.

## Kvaterniók
Az ezt követő években Hamilton főként algebrával, azon belül is a rendezett hármasokkal foglalkozott. Összeadásukra és kivonásukra hamar rájött, de a kvaterniók szorzása sokáig gondot okozott neki.
1843. október 16-án, útban a Royal Irish Academy bizottsági ülésére, melyen épp elnökölni készült, feleségével egy hídon sétálva felfedezte a kvaterniószorzást, s így az első nem kommutatív algebra kezdett lassan alakot ölteni a fejében. Hamilton nem tudta megállni, és belevéste a Broome hídba a mára már jól ismert i·i = j·j = k·k =−1 formulát. (1853-ban a Royal Irish Academy erre a helyre egy emlékművet is állíttatott.)
Hamilton érezte felfedezésének jelentőségét mind a matematika, mind a fizika terén, és élete hátralévő részében a kvaterniók elméletének kidolgozásával foglalkozott.
Magánéleti problémák miatt a munkába temetkezett, s 1853-ban publikálta Előadások a kvaterniókról című könyvét, de hamar rájött, hogy az eredeti céljára a mű – hogy meg lehessen tanulni belőle a kvaterniók elméletét – nem alkalmas.
Később elhatározván, hogy maradandót alkot a kvaterniókkal kapcsolatban, belekezdett egy könyv írásába, melynek címe Elements of Quaternions volt, és melyre eredetileg 2 évet szánt, és körülbelül 400 oldalasra tervezett. Végül a könyv kétszer olyan hosszú lett, mint ahogy eredetileg tervezte, és 7 évig tartott az írása. Valójában az utolsó fejezet még nem volt kész, amikor meghalt, s maga a mű Hamilton fia, William Edwin Hamilton előszavával jelent meg.
(Hamilton egy vérrög következtében halt meg, nem sokkal azután, hogy az amerikai tudományos akadémia (National Academy of Sciences) az első külföldi tagjává választotta.)